# 纳萨拉瓦联足球俱乐部
納薩拉瓦聯足球俱樂部（Nasarawa United Football Club）是尼日利亚足球俱乐部，位于尼日利亚纳萨拉瓦州拉菲亚，球队2004/05赛季进入了尼日利亚足球甲级联赛。球队的主场为拉菲亚市立体育场（Lafia Township Stadium），球场可容纳 5,000 名观众。
俱乐部昵称为强壮矿工（'Solid Miners）。